# أليس كون
أليس كون هي رسامة ألمانية، ولدت في 1914، وتوفيت في 2000.